# Rain (SID單曲)
「Rain」（レイン）為日本的視覺系樂團・SID的主流單曲第六張作品。
於2010年6月2日由唱片公司キューンレコード販售。

## 概要
- 自第三張單曲「謊言」以來，第二次被日本動漫 『鋼之鍊金術師 FULLMETAL ALCHEMIST』選為主題曲。
- 初回盤的A、B版本收錄不同的影像作品並收錄於DVD中。
- 2010年6月2日同（Oricon）獲得SID自家的第一個冠軍。
- 此曲是目前為止單曲初次販售銷售量最高的紀錄。
- 2010年間單曲排行第85名、是第三張單曲「嘘」以来第二次進入公信榜TOP100之內的成績。
- マオ在他的部落格提到「關鍵宣言」前的最終樂曲。

## 收錄曲
1. Rain（レイン） [4:16]
作詞：マオ、作曲：ゆうや、編曲：SID・西平彰
MBS・TBS系，動畫『鋼之鍊金術師 FULLMETAL ALCHEMIST』最終期片頭曲。
2. cut [3:40]
作詞：マオ、作曲：御恵明希、編曲：西平彰・Takayuki Kato
3. chapter 1（Live from 『いちばん好きな場所2010』） [4:42]
作詞：マオ、作曲：御恵明希、編曲：SID・西平彰

## 收錄專輯
- 『dead stock』（#1）